# 朗蘭茲綱領
朗蘭茲綱領（Langlands program）是數學中一系列影響深遠的構想，聯繫數論、代數幾何與约化群表示理論；綱領最初由羅伯特·朗蘭茲於1967年在一封給安德烈·韦伊的信件中提出。 朗蘭茲綱領被廣泛視為現代數學研究中最大的單項項目，被愛德華·弗倫克爾描述為“數學的一種大統一理論”。

## 起源：數論
我们可以二次互反律之推廣阿廷互反律為朗蘭茲綱領之起點： 給定一個Q上的、伽羅瓦群為可交換群的數域，阿廷互反律向這個伽羅瓦群的任何一支一維表示配上一枚L函數，並斷言：此等L-函數俱等於某些 狄利克雷L函數（黎曼ζ函數的類推，由狄利克雷特徵表達）。此二種L-函數之間的準確的聯繫構成了阿廷互反律。
若給定不可交換伽羅瓦群及其高維表示，我们仍可定義一些自然的相配的L-函數——阿廷L函數。

## 推廣：自守表示理論架構
朗蘭茲洞察到：當找到適當的狄利克雷L-函數的推廣，便有可能推廣阿廷互反律。
赫克（Erich Hecke）曾聯繫全純自守形式（定義於上半複平面上、滿足某些函數方程的全純函數）與狄利克雷L函數。朗蘭茲推廣赫克理論，以應用於自守尖點表示（自守尖點表示是Q-阿代爾環上一般線性群 GLn 的某類無限維不可約表示）。
朗蘭茲為這些自守表示配上L-函數，然後猜想：
互反猜想. 每一來自給定數域的伽羅瓦群的有限維表示的阿廷 L-函數，都相等於某一來自自守尖點表示的L-函數。
若要建立一一對應，須考慮較伽羅瓦群的適當擴張，稱作韋依-德利涅群。在可交換的例子，這相當於將狄利克雷特徵推廣為赫克特徵（德文舊稱 Größencharakter）。互反猜想蘊含阿廷猜想。

## 再推廣：函子性原則
朗蘭茲再進一步推廣：
- 以任何連通约化群 G 代替上文中的一般線性群 GLn；
- 構築複李群 LG（所謂朗蘭茲對偶群，或L群）；
- 以自守表示的L包代替自守表示；每個L包是自守表示組成的有限集，屬同一L包的表示稱作L不可辨的。
- 向每一個 G的自守尖點表示和每一個 LG的有限維表示，配與一個L-函數；同一L包中的表示有相同的 L-函數及 {\displaystyle \epsilon }-因子。朗蘭茲並猜想 （页面存档备份，存于）：此兩個 L-函數滿足某函數方程。

朗蘭茲更構想了一道非常廣泛的函子性原則（Functoriality Principle （页面存档备份，存于））：
函子性猜想. 若指定二约化群，並指定其相應的L群之間的可容許同態，則二约化群的自守表示之間應該有某種與其 L-函數相容之關係。
函子性猜想蘊含廣義拉馬努金猜想。
函子性構想本質上是一種誘導表示構造（在传统的自守形式理论中称为提升，在某些特殊情况下已知），因而是協變的（相反地，受限表示構造是逆變的）。各種直接構造的嘗試只產生了一些條件性的结果。
上述各猜想亦有其他域上的版本：數域（最早期的版本）、局部域及函數域（即Fp(t)的有限擴張； 其中p 是一 素數 ， Fp(t) 是 p 元有限域上的有理函數域）。局部域的與數域的朗蘭茲綱領滿足一些相容性，二者之方法亦互為用。

## 朗蘭茲綱領的指導思想
朗蘭茲綱領建基於當時已存在的念頭：盖尔范德之前幾年寫的 《尖點形式之啟示》（The Philosophy of Cusp Forms）；哈瑞希·昌得拉（Harish-Chandra）研究 半單李群 的結果和方法；而技術上則有塞爾伯格等的塞爾伯格迹公式。
朗蘭茲的創見，除技術之深以外，在於他提出上述理論與數論的直接聯係，以及其構想中豐富的總體結構（即所謂函子性者也）。
例如在哈瑞希·昌得拉的工作中，我们可見以下原則： 
「任何對某一半單（或约化）李群可能做的，應對所有都做。」
故一旦認清一些低維李群 —如 GL2 —在模形式理論之角色，並反觀 GL1 在類域論之角色，我们至少可推測一般 GLn  的情況。
尖點形式之念頭來自模曲線上的尖點，在譜理論上對應於離散譜；對比之下連續譜則來自艾森斯坦級數。但當給定的李群越大，則拋物子群越多，技術上則越複雜。
在此等研究途徑中不乏各種技巧——通常基於列維分解等事實、具誘導表示的性質 ——但這領域一直都很困難。
在模形式方面，亦有例如希爾伯特模形式、 西格爾模形式 和 theta-級數等等面向。

## 內窺現象
內窺（英語：Endoscopy）意謂「在一般共軛中窺見穩定共軛」；共軛意謂群的共軛作用 {\displaystyle x\mapsto gxg^{-1}}；穩定共軛則意謂可取 {\displaystyle g\in G({\bar {F}})}；穩定共軛類可分解為有限個一般共軛類。穩定共軛與一般共軛之別造成上述的L-不可辨性。
亞瑟-塞爾伯格跡公式是處理函子性猜想及志村簇的哈瑟-韋伊ζ函數之利器。在技術上，我们需要一穩定跡公式，穩定化有賴於將 {\displaystyle G} 之一般軌道積分表成內窺群上的穩定軌道積分。內窺理論旨在配對群及其內窺群的軌道積分，稱作內窺傳遞；其關鍵則是所謂的基本引理。
內窺傳遞不僅是工具，也涵攝函子性猜想的一些特例。

## 幾何化朗蘭茲綱領
數域上的朗蘭茲綱領可以翻譯到幾何的框架，大略步驟如下：
1. 以緊黎曼曲面 {\displaystyle C} 的亞純函數域取代數域
2. 以基本群取代伽羅瓦群
3. 以局部系統取代伽羅瓦表示
4. 以秩 n 向量叢的模空間 {\displaystyle \mathrm {Bun} _{n/C}} 取代 {\displaystyle \mathrm {GL} (n,\mathbb {Q} )\backslash \mathrm {GL} (n,\mathbb {A} _{\mathbb {Q} })/K}
5. 以反常層取代自守形式
6. 以赫克本徵層取代赫克本徵形式

### 幾何化朗蘭茲綱領與規範場論
2006年，愛德華·威滕和 Anton Kapustin 建議：
- 以D-模 (D-module)演繹赫克本徵層；
- 以磁單極演繹赫克算子（Hecke operator）。

### 外部連結
- Edward Frenkel, Recent Advances in the Langlands Program
- Edward  Frenkel, Lectures on the Langlands Program and Conformal Field Theory （页面存档备份，存于）
- Anton Kapustin, Edward Witten, Electric-Magnetic Duality And The Geometric Langlands Program （页面存档备份，存于）
- Geometric Langlands Seminar （页面存档备份，存于）
- Geometric Langlands Program

## 部份結果
部份朗蘭茲綱領的項目已經完成。
- GLn 關於局部域的部份：由Michael Harris 和 Richard Taylor 合作完成[3]；Henniart[4]亦導出了一較簡短的證明。
- 關於 GLn 關於函數域上的部份：1999年洛朗·拉福格證明之 Archive.today的存檔，存档日期2012-12-05。

## 獎項
洛朗·拉福格憑其在函數域上的工作獲得2002年菲爾茲獎。拉福格的工作延續了較早期的德林費爾德得菲爾茲獎（1990）的研究。數域方面只有一些特例被證明了，有些是朗蘭茲自己完成的。皮特·舒尔策也因在「動機理論」和朗蘭茲綱領這兩個代數幾何學的大方向上有傑出貢獻而於2018年獲得菲爾茲獎。